# 归去来辞
《归去来辞》，為一首古琴曲，其來源為晉代詩人陶渊明的《归去来兮辞》。

## 相关琴谱
此曲流传广泛，《杏莊太音补遗》、《文会堂琴谱》、《风宣玄品》、《谢琳太古遗音》、《真傳正宗琴譜》、《琴學叢書》等二十多部琴谱都撰刊了此曲。

## 解題
《谢琳太古遗音》琴谱中关于此曲的解析为：「是辭乃晉處士陶潛所作也。潛爲彭澤令，郡遣督郵至，軍吏白，應束帶見之。潜曰，我不能爲五斗米折腰。即日解印綬歸。作此辭，播之絃歌，令人淸風凜然，千載之下尙能使人興起也。」

## 演奏版本
- 《真傳正宗琴譜》，劉景韶傳譜，成公亮、丁承運等人依此版本演奏[3][4][5]
- 《琴學叢書》，管平湖傳譜，鄭珉中據此演奏[6]